# Église Saint-Déodat de Droizelles
L'église Saint-Déodat est une église catholique paroissiale située à Versigny, dans l'Oise. Elle est de style gothique flamboyant, et date du second quart du XVIe siècle. L'église est affiliée à la paroisse Notre-Dame de la Visitation du Haudouin, et les célébrations y sont très rares, puisqu'avec l'église Saint-Martin de Versigny, la commune possède une seconde église plus importante.

## Historique
L'église est placée sous la protection de saint Dieudat (Dieudonné). La date de fondation de la paroisse n'est pas connue. Sous l'Ancien Régime, elle dépend du doyenné et du diocèse de Senlis. Le collateur de la cure est l'évêque de Senlis. L'église semble dater entièrement du XVIe siècle, sauf l'étage de beffroi du clocher, qui est plus récent. Des réserves sont également à formuler à propos de la nef, dont l'absence de tout caractère rend la datation difficile. En 1826, la commune de Droizelles est réunie à celle de Versigny, qui compte désormais deux églises,. Aujourd'hui, l'église est affiliée à la paroisse Notre-Dame de la Visitation du Haudouin, et la seule messe dominicale de l'année est célébrée à l'occasion de la fête patronale, le dimanche le plus proche du 19 juin.

## Description
Toute l'église est bâtie en moellons irréguliers de qualité médiocre, et la rareté du décor ne permet pas d'attribuer la nef avec certitude au XVIe siècle. C'est une simple salle rectangulaire sans style particulier, à laquelle est associée un transept peu saillant et un chœur à pans coupés, seul élément à présenter un certain intérêt. Les fenêtres sont en arc brisé et dotés d'un remplage flamboyant tardif. Les parties orientales sont voûtées d'ogives, et les nervures des voûtes sont pénétrantes partout, sans chapiteaux. Par son plan, elles évoquent l'église Saint-Rémy de Barbery.

## Galerie d'images

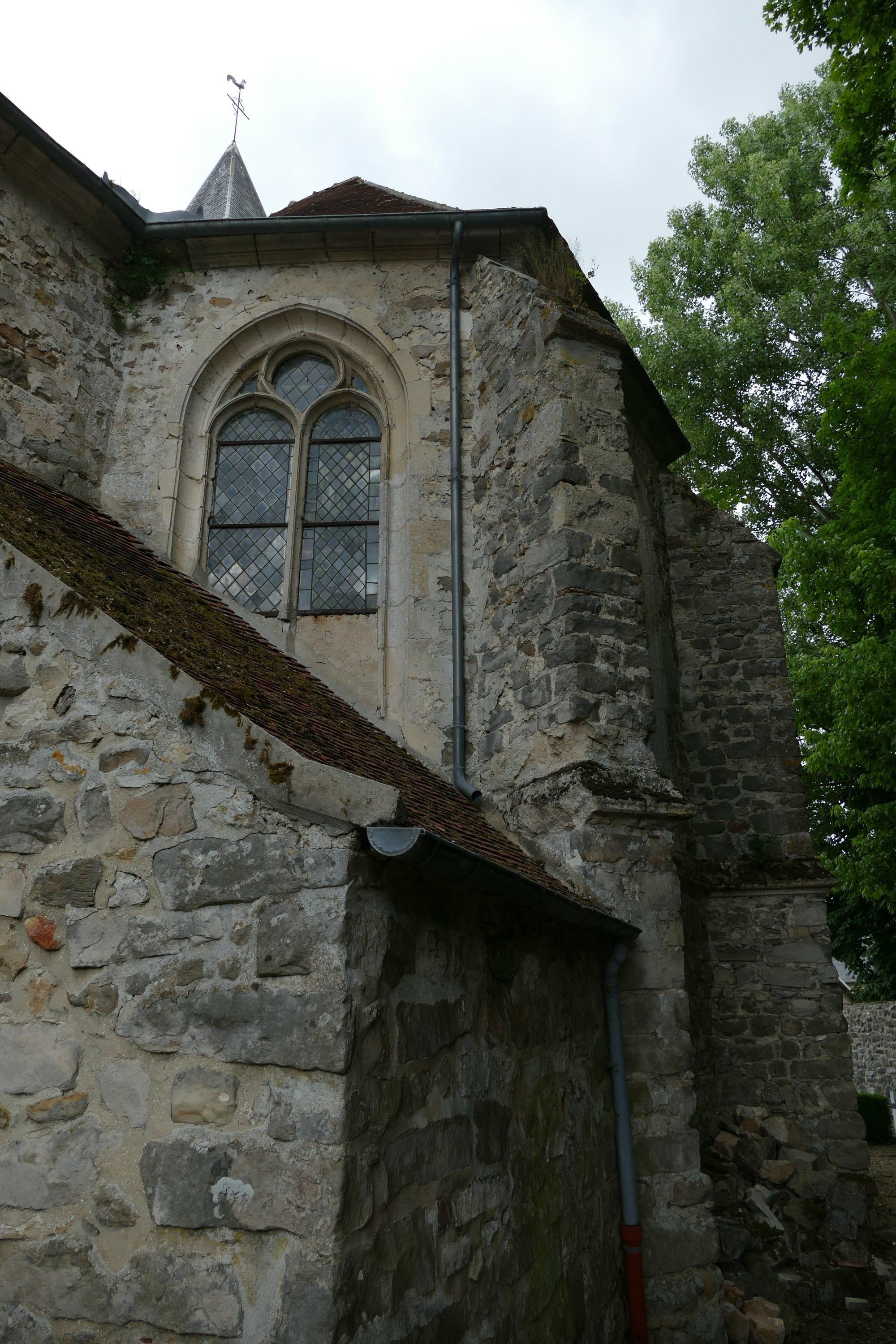
L'abside
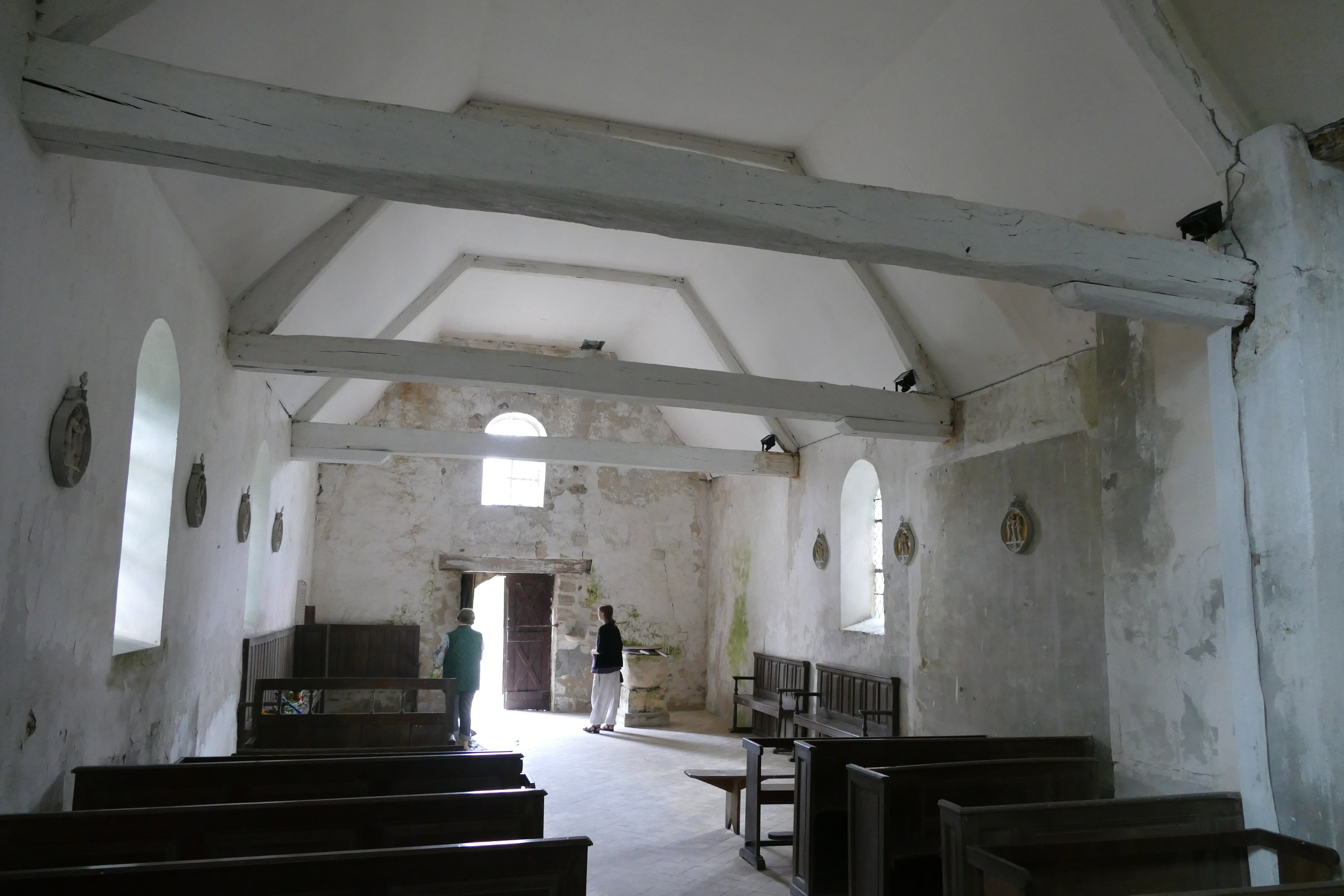
La nef
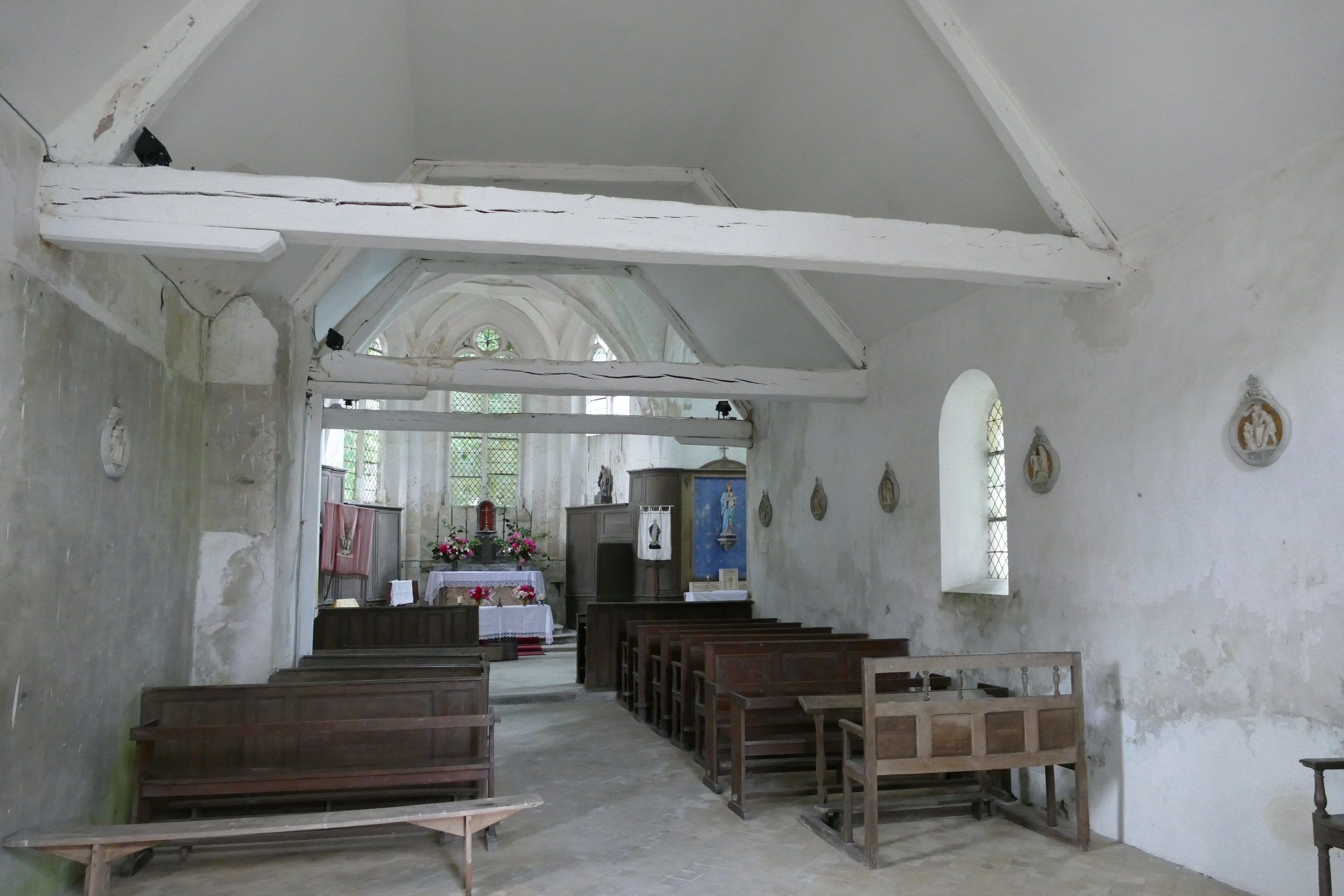
La nef
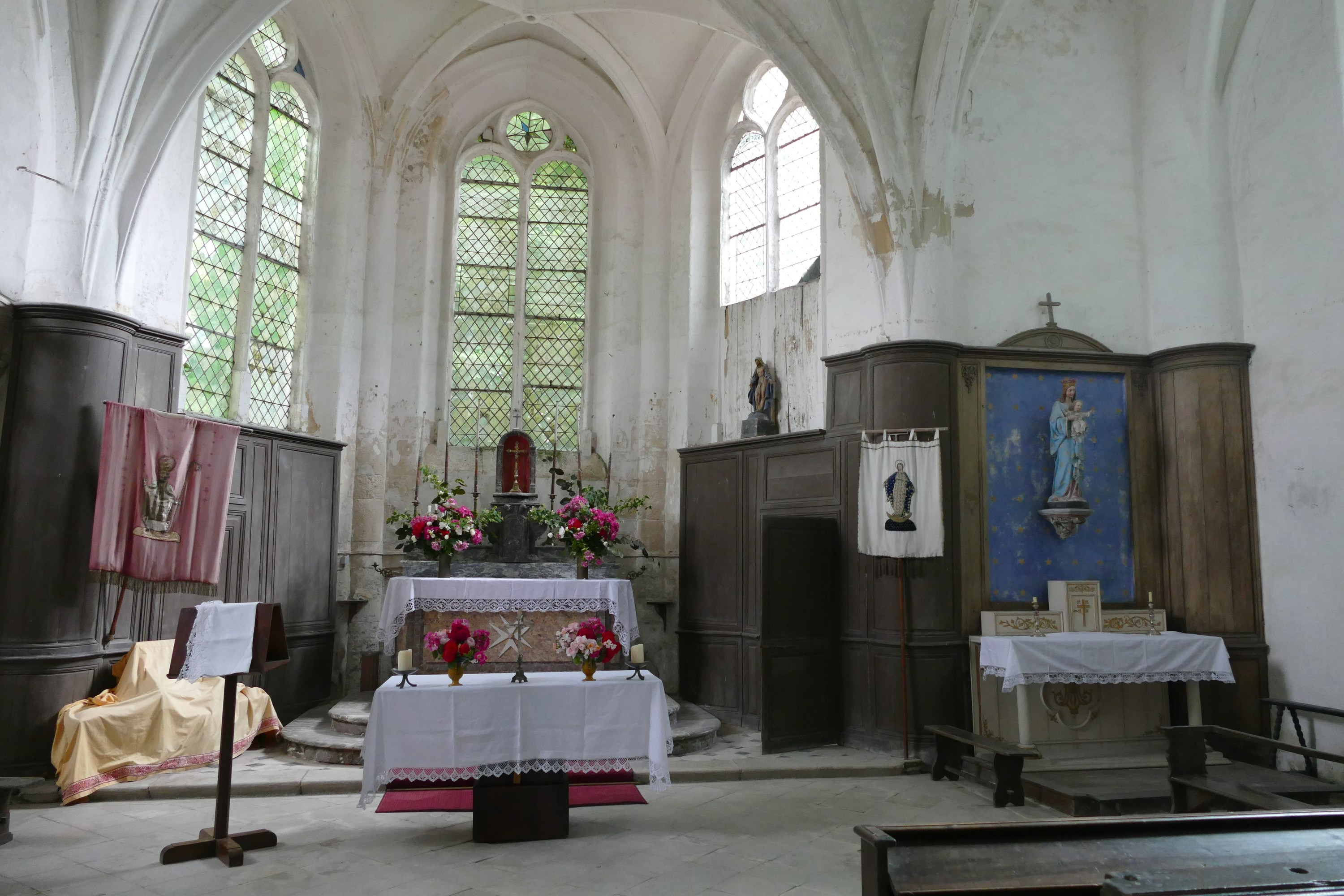
Le chœur
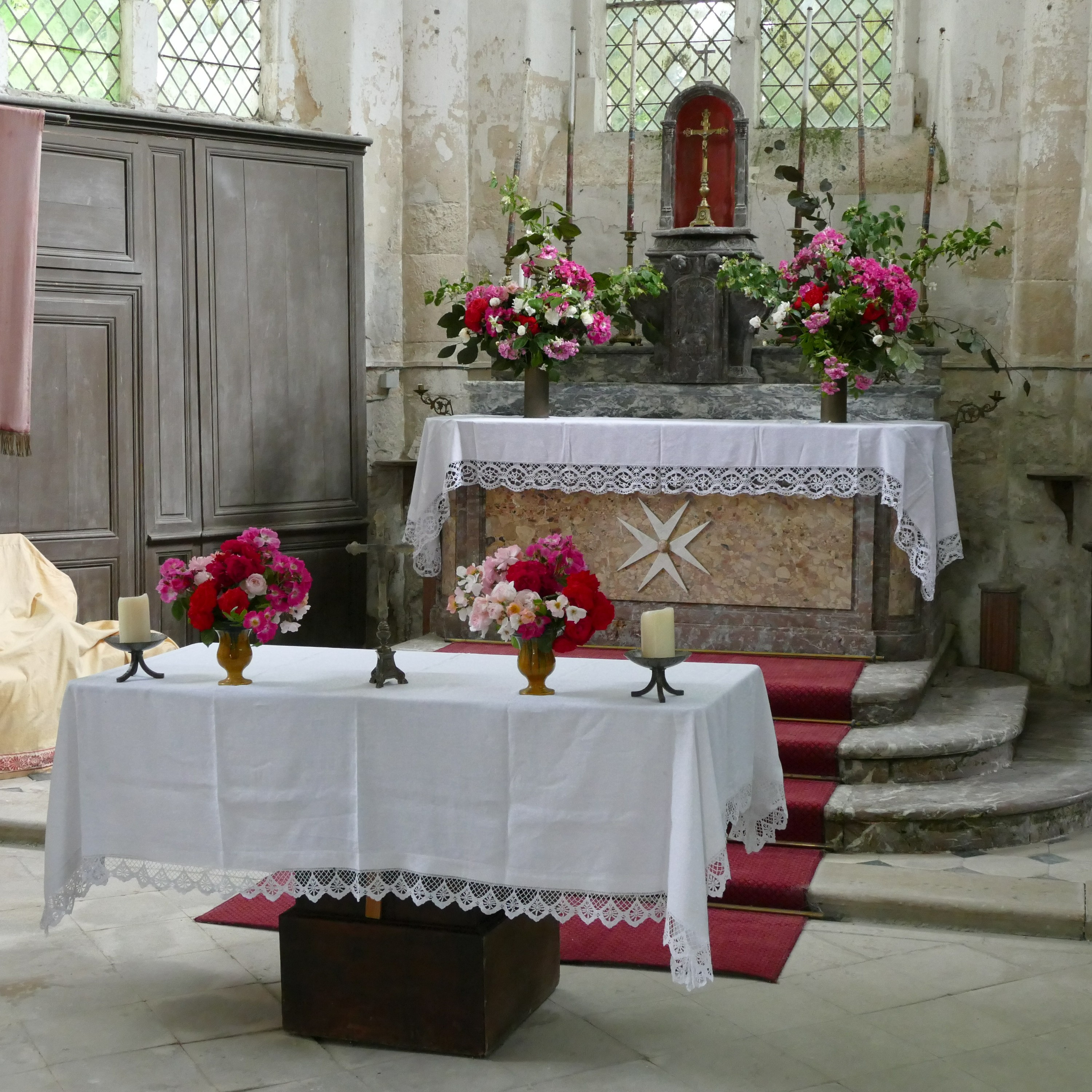
L'autel
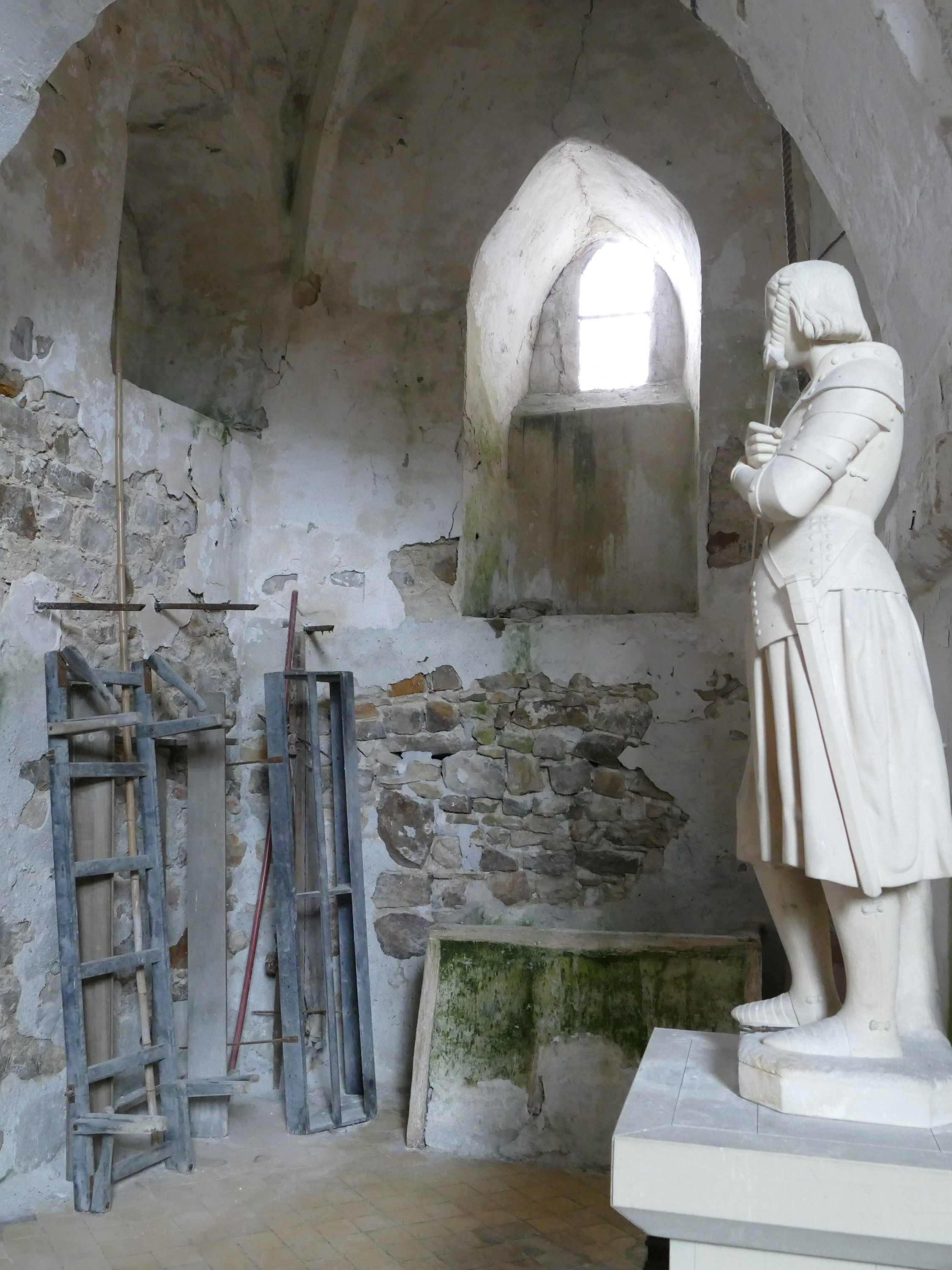
Statue de sainte Jeanne d'Arc